# سفارة باكستان في واشنطن العاصمة
سفارة باكستان في الولايات المتحدة هي التمثيلية الرسمية وسفارة باكستان في الولايات المتحدة.

## مقالات ذات صلة
- سفارة المغرب في لندن
- سفارة ماليزيا في واشنطن العاصمة
- سفارة السودان في واشنطن العاصمة